# Alkanna corcyrensis
Alkanna corcyrensis är en strävbladig växtart som beskrevs av August von Hayek. Alkanna corcyrensis ingår i släktet Alkanna och familjen strävbladiga växter. Inga underarter finns listade i Catalogue of Life.

## Bildgalleri

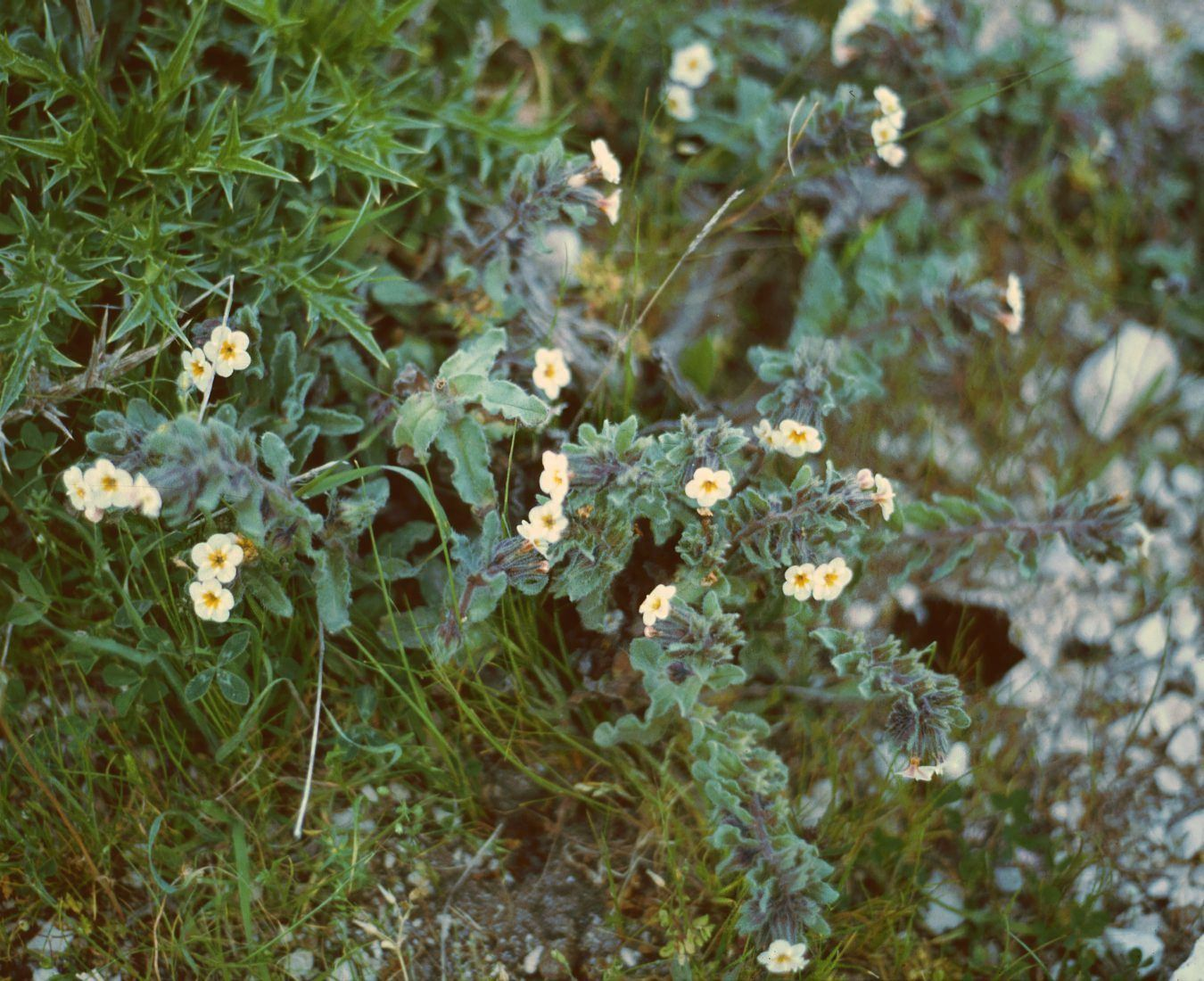